# Афгано-пакистанские отношения
Афгано-пакистанские отношения — двусторонние дипломатические отношения между Афганистаном и Пакистаном. Протяжённость государственной границы (Линия Дюранда) между странами составляет 2670 км.

## История

### Афганистан и Британская Индия
Эмир Афганистана Абдур-Рахман ещё в конце XIX в. заявлял о неприятии линии Дюранда в качестве государственной границы и ни один из его преемников не отказался от цели создания единого государства для пуштунов (Пуштунистан), даже когда они сотрудничали с Британской Индией по другим вопросам. В итоге линия Дюранда, разделившая пуштунов на два государства, стала предметом спора правительств Афганистана и Пакистана. Несмотря на то, что эти территориальные претензии Афганистана стали звучать только во время раздела Британской Индии, британская политика в этом районе не способствовала нормализации отношений. В 1901 году англичане создали новый административный район Британской Индии — Северо-Западную пограничную провинцию, которую они выделили из территории Пенджаба. Северо-Западная пограничная провинция была поделена на округа и Территорию племён федерального управления, причём Зона племён управлялась напрямую из Дели.

### Независимый Пакистан
В 1947 году правительство Афганистана выступило против принятия Пакистана в члены ООН, хотя спустя несколько месяцев изменило своё решение.
26 июля 1949 года, когда афгано-пакистанские отношения стали быстро ухудшаться, после налёта военных самолётов пакистанских ВВС на афганскую деревню возле линии Дюранда, в Афганистане был проведён съезд Лойя-джирги. В результате этого конфликта афганское правительство заявило, что оно не признаёт мнимой границы между двумя государствами и что все предыдущие соглашения по линии Дюранда являются недействительными.
В 1950 и 1951 гг. с территории Афганистана проникали незаконные вооружённые формирования с целью присоединить часть территории Пакистана, но попытки не увенчались успехом. Правительство Пакистана в ответ разорвало дипломатические отношения, отозвало посла из Кабула, а также примерно на три месяца прекратило поставку нефти в Афганистан.
В 1970-х годах Пакистан и Афганистан вновь оказались в напряжённых отношениях, после подавления восстания белуджей и пуштунских националистов правительством Зульфикара Али Бхутто. Пакистанское правительство решило принять ответные меры против антипакистанской политики Афганистана, поддерживая исламистских противников афганского правительства, в том числе будущих лидеров моджахедов Гульбеддина Хекматияра и Ахмада Шаха Масуда. Эта операция была весьма успешной и в 1977 году афганское правительство Мухаммеда Дауда было готово урегулировать все нерешённые пограничные вопросы в обмен на снятие запрета на создание автономии для пуштунов, которая была гарантирована Конституцией Пакистана, но отменена правительством Зульфикара Бхутто, когда вся страна была поделена на две провинции: Западный и Восточный Пакистан.
В 1978 году к власти в Пакистане пришли военные во главе с генералом Мухаммедом Зия-уль-Хаком, а в Афганистане установился просоветский режим под руководством Народно-демократической партии Афганистана. Лидеры афганских повстанцев Гульбеддин Хекматияр и Мохаммад Раббани получили финансирование, обучение и снаряжение от Межведомственной разведки Пакистана. 
В дальнейшем, в 1980-х годах Мухаммед Зия-уль-Хак наладил тесные связи с афганским подпольем, рассчитывая на смещение про-коммунистического правительства Афганистана.

### Афганская война (1979—1989)
В декабре 1979 года Советский Союз вторгся в Афганистан, что привело к сближению Соединённых Штатов Америки и Пакистана. Президент США Джимми Картер назвал Пакистан «фронтовым государством» Холодной войны и предложил этой стране 400 миллионов долларов США в виде военной и экономической помощи, которые Зия-уль-Хак отказался принять. 
Однако, при президенте Рональде Рейгане  (с 1981) Соединённым Штатам удалось склонить Пакистан к общей борьбе против СССР на территории Афганистана, США был оказан объём помощи на сумму 3,2 млрд долларов США и поставке 40 истребителей F-16. В 1986 году была объявлена следующая программа оказания помощи Пакистану на сумму более 4 млрд долл., из которых 57 % составила экономическая помощь, а остальное военная помощь.
В 1985 году к власти в СССР пришёл Михаил Горбачёв, что повлекло за собой изменение советской политики в Афганистане. Под эгидой ООН в Женеве состоялись переговоры правительств Афганистана, Пакистана, США и СССР. К середине февраля 1989 года советские войска были выведены из Афганистана, что в свою очередь обострило отношения между США и Пакистаном, так как американские власти выражали обеспокоенность ростом исламского радикализма на территории Афганистана.

### Современные отношения
В 2001 году началась Война в Афганистане между американцами (в качестве ISAF) (поддерживаемыми сначала Северным альянсом, а затем новым правительством Исламской Республики Афганистан) и исламистской организацией Талибан, контролировавшей до этого большую часть Афганистана. 
В 2002 году Пакистан принял, при содействии ООН, 3,8 млн афганских беженцев, оставив на своей территории около 2,6 миллиона человек. Пакистан направил войска на границу между странами и организовал строительство пограничного заградительного барьера вдоль линии Дюранда и Территории племён федерального управления, для прекращения проникновения на свою территорию иностранных террористов. Афганские, американские и пакистанские военные периодически проводят совместные встречи при возникновении проблемных вопросов по границе.
В 2010-х годах администрацией президента США Барака Обамы в отношении Афганистана и Пакистана, с целью обозначить единую политическую и военную ситуацию в регионе, был введён неологизм Аф-Пак, для обозначения этих стран как единого театра военных действий.
В мае 2007 года разгорелся новый виток конфликта между странами — пакистанские войска вторглись на территорию Афганистана и установили военный форпост; в ходе краткосрочного конфликта погибли десятки человек. 

В мае 2017 года в пригороде белуджистанского города Чаман произошли кровопролитные бои между подразделениями афганской и пакистанской армий, погибли десятки военнослужащих с обеих сторон.
В 2017 году на территории Пакистана проживало от 2 до 2,4 млн (из которых: 1,4 млн зарегистрированных; 600 000 — 1,0 млн без документов) беженцев из Афганистана.

## Торговые отношения
В 2006 году объём товарооборота между странами составлял сумму 0,8 млрд долларов США. 

В 2013 году страны совершили торговых операций на сумму 2,1 млрд долларов США. 

В 2015 году Пакистан являлся крупнейшим торгово-экономическим партнёром Афганистана. 
 
В 2016 году последовал спад в торговле между странами, товарооборот составил сумму 1,5 млрд долларов США, что стало следствием напряжённых политических отношений. 
 
В 2017 году товарооборот между странами составил сумму около 500 млн долларов США.